# Милан Чанак
Милан Чанак (Конак, код Сечња, 10. септембар 1932 — Нови Сад, 30. септембар 1980) био је српски академик, универзитетски професор и политичар.

## Биографија
Чанак је био професор Пољопривредног факултета Универзитета у Новом Саду и градоначелник Новог Сада (1973–1974).
Милан Чанак докторирао је 1964. године на тему Еколошка студија водене вегетације у барама дуж Велике Мораве.
Од 1974. године, па све до смрти у 48. години, био је члан Председништва САП Војводине.
Његови синови су политичар Ненад Чанак и професор, лекар и доктор наука Никола Чанак.

## Дела
- Чанак, М., Цинцовић, Т., Којић, М. (1971): Ботаника, Научна књига, Београд
- Чанак, М., Гајић, М. (1978): Грађа за монографију јагорчевине (Primula vulgaris Huds.), Гласник Природњачког музеја, Београд
- Чанак, М., Гајић, М., Кораћ, М. (1979): Средњоевропски и субсредњоевропски флорни елеменат у флори Србије, Гласник Природњачког музеја, Београд